# Сяючі дівчата
«Сяючі дівчата» (англ. Shining Girls) — американський потоковий телесеріал-трилер, заснований на романі Лорен Б'юкс «Сяючі дівчата» 2013 року. У серіалі зіграли Елізабет Мосс, Вагнер Моура та Джеймі Белл. Прем'єра відбулася на Apple TV+ 29 квітня 2022 року. Прем'єра частини серіалу відбулася на South by Southwest 11 березня 2022 року.

## Актори та персонажі
| Актор            | Роль                       |
| ---------------- | -------------------------- |
| Елізабет Мосс    | Кірбі Мазрачі / Шерон Лідс |
| Вагнер Моура     | Ден Веласкес               |
| Філліпа Су       | Джін-Сук                   |
| Кріс Чок         | Маркус                     |
| Емі Бреннеман    | Рейчел                     |
| Джеймі Белл      | Гарпер Кертіс              |
| Крістофер Денгем | Лео                        |
| Медлін Брюер     | Клара                      |

## Епізоди
| № серії | Назва серії   | Режисер(и)      | Сценарист(и)                                                           | Оригінальна дата виходу |
| ------- | ------------- | --------------- | ---------------------------------------------------------------------- | ----------------------- |
| 1       | «Cutline»     | Мішель Макларен | Силка Луїза                                                            | 29 квітня 2022          |
| 2       | «Evergreen»   | Мішель Макларен | Силка Луїза                                                            | 29 квітня 2022          |
| 3       | «Overnight»   | Дайна Рейд      | Алан Пейдж Арріага                                                     | 29 квітня 2022          |
| 4       | «Attribution» | Дайна Рейд      | Катріна Олбрайт                                                        | 6 травня 2022           |
| 5       | «Screamer»    | Elisabeth Moss  | Кірса Рейн                                                             | 13 травня 2022          |
| 6       | «Bright»      | Дайна Рейд      | Наледі Джексон                                                         | 20 травня 2022          |
| 7       | «Offset»      | Елізабет Мосс   | Алан Пейдж Арріага Телеадаптація: Алан Пейдж Арріага та Наледі Джексон | 27 травня 2022          |
| 8       | «30»          | Дайна Рейд      | Силка Луїза                                                            | 3 червня 2022           |

## Виробництво
У травні 2013 року, напередодні виходу роману, Media Rights Capital та Appian Way Productions (студія Леонардо Ді Капріо) придбали права на розробку фільму на основі твору Лорен Б'юкс «Сяючі дівчата» для телебачення.
У липні 2020 року Apple віддали замовлення на серіал «Сяючі дівчата», а на головну роль взяли Елізабет Мосс. Адаптацію створила і написала Силка Луїза, яка є виконавчим продюсером і шоуранером. Мосс і Ліндсі Макманус стали виконавчими продюсерами від Moss's Love & Squalor Pictures. Леонардо Ді Капріо та Дженніфер Девіссон також є виконавчими продюсерами з боку Appian Way Productions. Також виконавчими продюсерами є авторка роману Лорен Б'юкс та Алан Пейдж Арріага . У лютому 2021 року до акторського складу приєднався Вагнер Моура, у травні 2021 року — Джеймі Белл, а в липні 2021 року — Філліпа Су  . У серпні 2021 року Емі Бреннеман приєдналася до акторського складу серіалу у другорядній ролі.
У травні 2021 року повідомлялося, що Мосс, Мішель Макларен і Дайна Рейд будуть режисерами першого сезону, причому Макларен відповідатиме за перші два епізоди, Мосс збирається режисерувати ще два, а Рід поставить решту чотири.
Основні зйомки розпочалися 24 травня 2021 року і завершилися 27 жовтня 2021 року в Чикаго, штат Іллінойс.

### Відмінності від роману
У романі Б'юкс історія ведеться з точки зору кожної з жертв Гарпера. Творець шоу Луїза зробила Кірбі головною героїнею і розповіла історію з її точки зору. Луїза вважала, що зосередження на точці зору одного персонажа робить шоу більш переконливим. Вона сказала: «З одним персонажем ви бачите всі частини головоломки. . . Ти ніби проходиш через цей лабіринт разом із Кірбі й відкриваєш таємницю разом із нею».
У той час як Б'юкс не акцентувала увагу на Гарпері у своїй книзі, Луїза трохи розкрила його, щоб зробити його більш інтригуючим. Вона обережно тримала його в центрі уваги, але сказала, що «[його] людяність зробила його більш тривожним». Інтерпретація часової лінії дещо відрізняється від інтерпретації в книзі. Луїза сказала, що вона уявляла час як струну, по якій Гарпер рухається вгору і вниз. Що ближче він до вершини, то більше на Кірбі впливають його дії. Луїза пояснила, що ті, що вижили, залишаються на цій струні, а Сяючі дівчата «хочуть її перерізати».
Луїза підкреслила, що ніколи не змінювала меседж книги. «Я думаю, що Лорен [Б'юкс] має дуже специфічний світогляд щодо горя та травм, які вона пресентує, і донести це було дуже важливо».
Також повідомлялося про інші відмінності між шоу та книгою. У серіалі Кірбі на десять років старша, ніж у книзі, і її посада в Chicago Sun-Times – це архівіст, а не стажер. У книзі співробітники газети знають про замах на вбивство, тому що вони вели історію, тоді як у шоу Кірбі змінила своє ім’я з Шерон Веде на Кірбі Мазрачі, щоб зберегти напад у таємниці.
Серед змін, які переживає Кірбі в серіалі, є й такі: її стіл на роботі змінює положення, її кішка стає собакою, згадка про її шлюб не зустрічається в книзі. Деякі деталі щодо жертв Гарпера відрізняються. Джулію Мадріґал вбили в 1990 році, а не в 1984 році, і вона пов’язана з Лео, другом Гарпера, який є новим персонажем у серіалі. Предмети, які Гарпер залишає своїм жертвам, також різні. У випадку з Кірбі це сірникова коробка, а в книжці — запальничка з монограмою.

## Прем'єра
Прем’єра серіалу відбулася 29 квітня 2022 року на Apple TV+.

## Оцінки та відгуки
Агрегатор рецензій Rotten Tomatoes повідомив про рейтинг схвалення 84% із середнім рейтингом 7,1/10 на основі 38 відгуків критиків. Консенсус критиків вебсайту говорить: «Зарозумілість Сяючих дівчат часто викликає головний біль замість гострих відчуттів, але чудова гра Елізабет Мосс надає цій таємниці захоплюючий центр ваги». Metacritic, який використовує середньозважене значення, присвоїв оцінку 65 зі 100 на основі 21 критика, що вказує на «загалом схвальні відгуки».
Перед прем'єрою серіалу в ранніх рецензіях гра Мосс відзначалася як родзинка серіалу.
Нік Нафпліотіс з AIPTComics дав серіал позитивну рецензію, написавши, що він сподобається «що завзятим шанувальникам книг, то і тим, хто по-новому дивиться на історію».